# Datsun Go
Datsun Go — городской автомобиль, выпускавшийся подразделением Datsun компании Nissan с 2014 по 2022 год. Автомобиль продавался на таких развивающихся рынках, как Индия, Южная Африка и Индонезия.
Datsun Go выпускался на той же платформе V, что и Nissan Micra/March (K13), от которого унаследована большая часть компонентов. В 2018 году был представлен кроссовер Datsun Cross, который был представлен в 2015 году под названием Datsun Go-cross Concept и продавался в Индонезии.

## Описание
Datsun Go впервые был представлен 15 июля 2013 года в Дели, а продажи начались в начале 2014 года в Индии. 17 сентября 2013 года автомобиль был представлен в Джакарте, а продажи в Индонезии начались в середине 2014 года в рамках проекта Low Cost Green Car правительства Индонезии (LCGC).
Datsun Go оснащён трёхцилиндровым двигателем HR12DE (DOHC) объёмом 1,2 л (1198 см3) с электронным впрыском топлива, который также устанавливается на Nissan Micra. Двигатель развивает мощность 51 кВт (68 л. с.) и крутящим моментом 104 Н⋅м.

В 2020 году в Индонезии серия Go была заменена серией Nissan Magnite. В 2022 году Datsun Go был снят с производства.

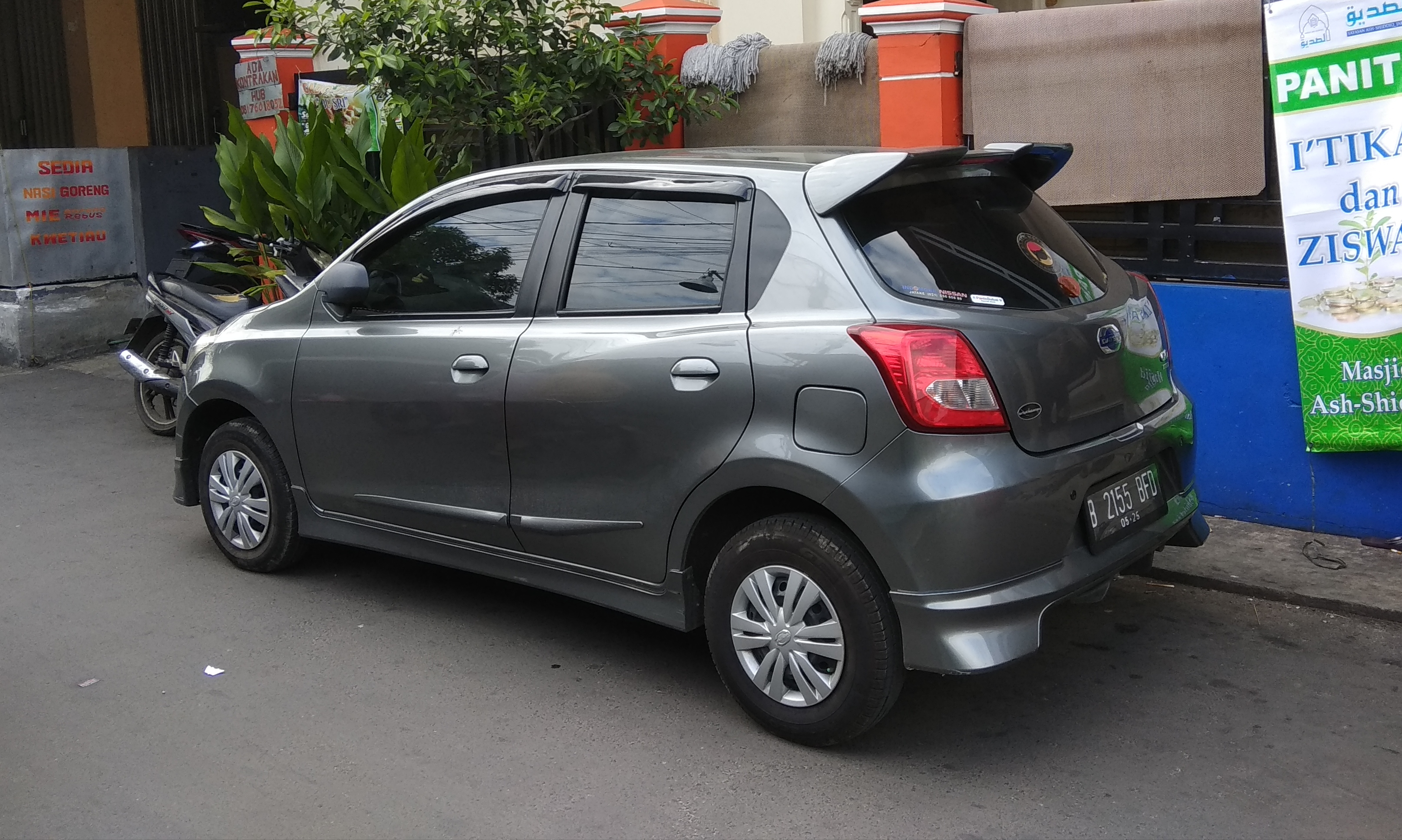
2015 Go Panca T Active
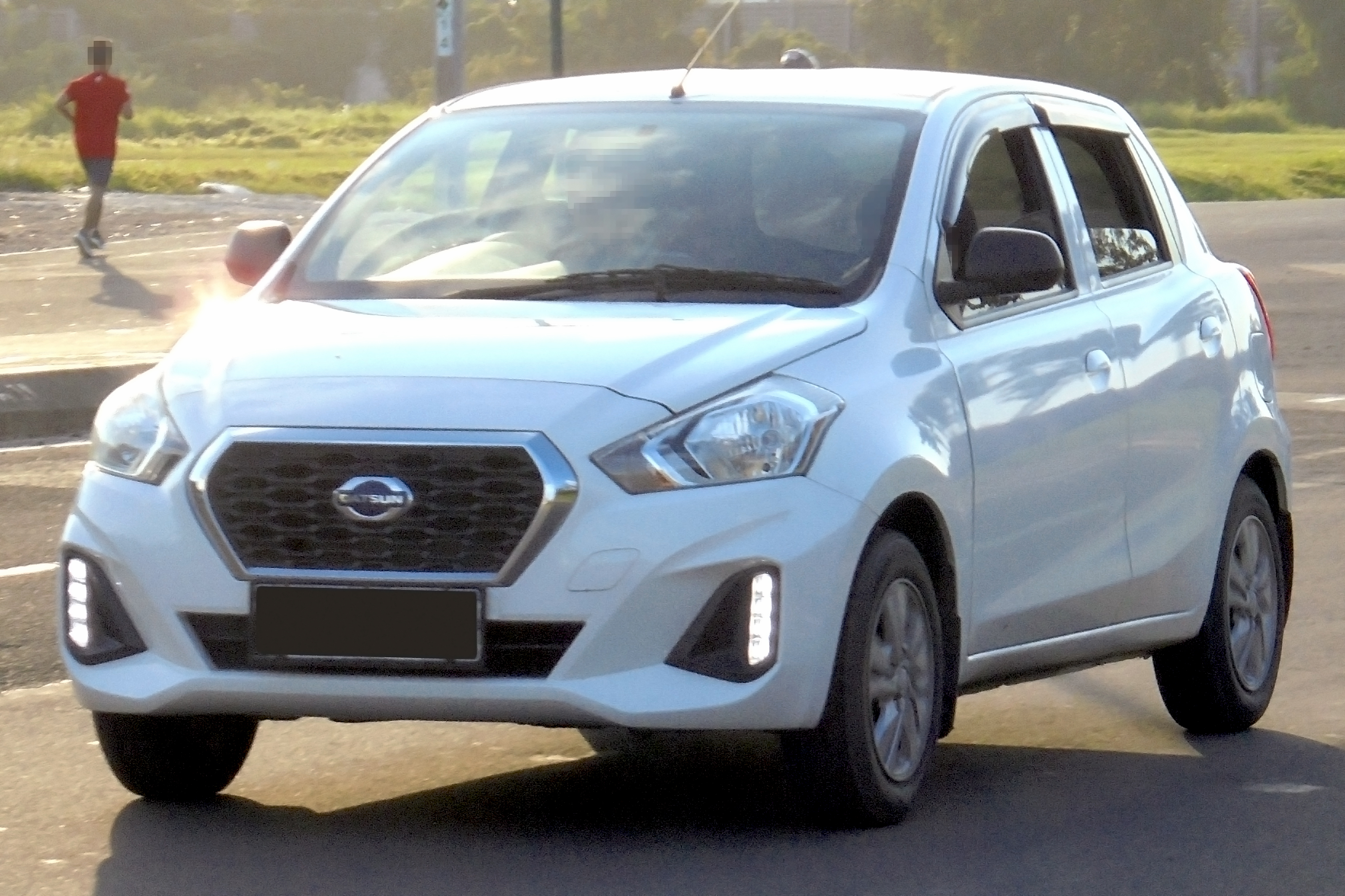
2019 Go Panca A
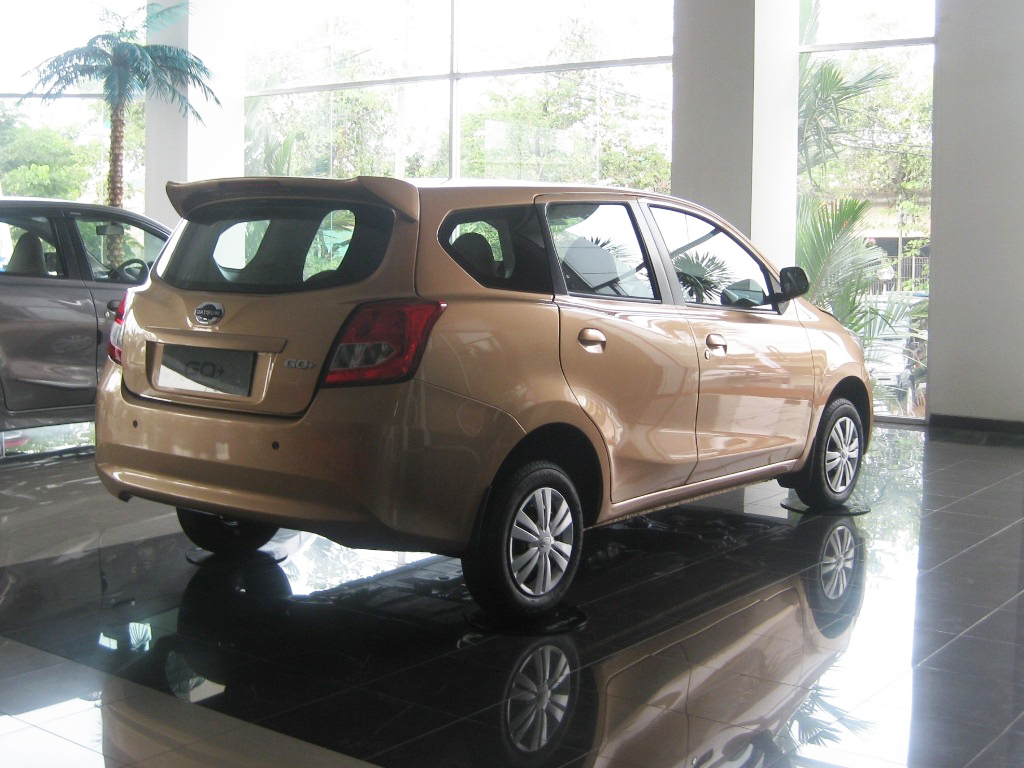
2014 Go+ Panca T

## Мировые рынки

### Индонезия
В Индонезии Go+ (продается как Go+ Panca) был запущен в продажу в мае 2014 года в рамках проекта LCGC. Изначально автомобиль продавался в комплектациях D, A и T. 6 августа 2014 года была представлена отделка в стиле T.
В августе 2014 года вслед за Go+ был представлен хетчбэк Go Panca. По состоянию на 2015 год, автомобиль был представлен в трёх комплектациях: T, T Option и T Active. 7 мая 2018 года автомобили прошли фейслифтинг. Приборная панель идентична Datsun Cross.

### Индия
Go+ был выпущен в Индии в 2015 году в четырёх комплектациях. Заявленный расход топлива — 20,62 км/л.

## Datsun Cross
Datsun Cross является «кроссоверной» версией Go+, представленной в Индонезии 18 января 2018 года. Концепт-кар Datsun Go-cross Concept был представлен в октябре 2015 года на Токийском автосалоне, в феврале 2016 года автомобиль был представлен в Индии, а затем в августе 2016 года автомобиль был представлен на международном автосалоне.

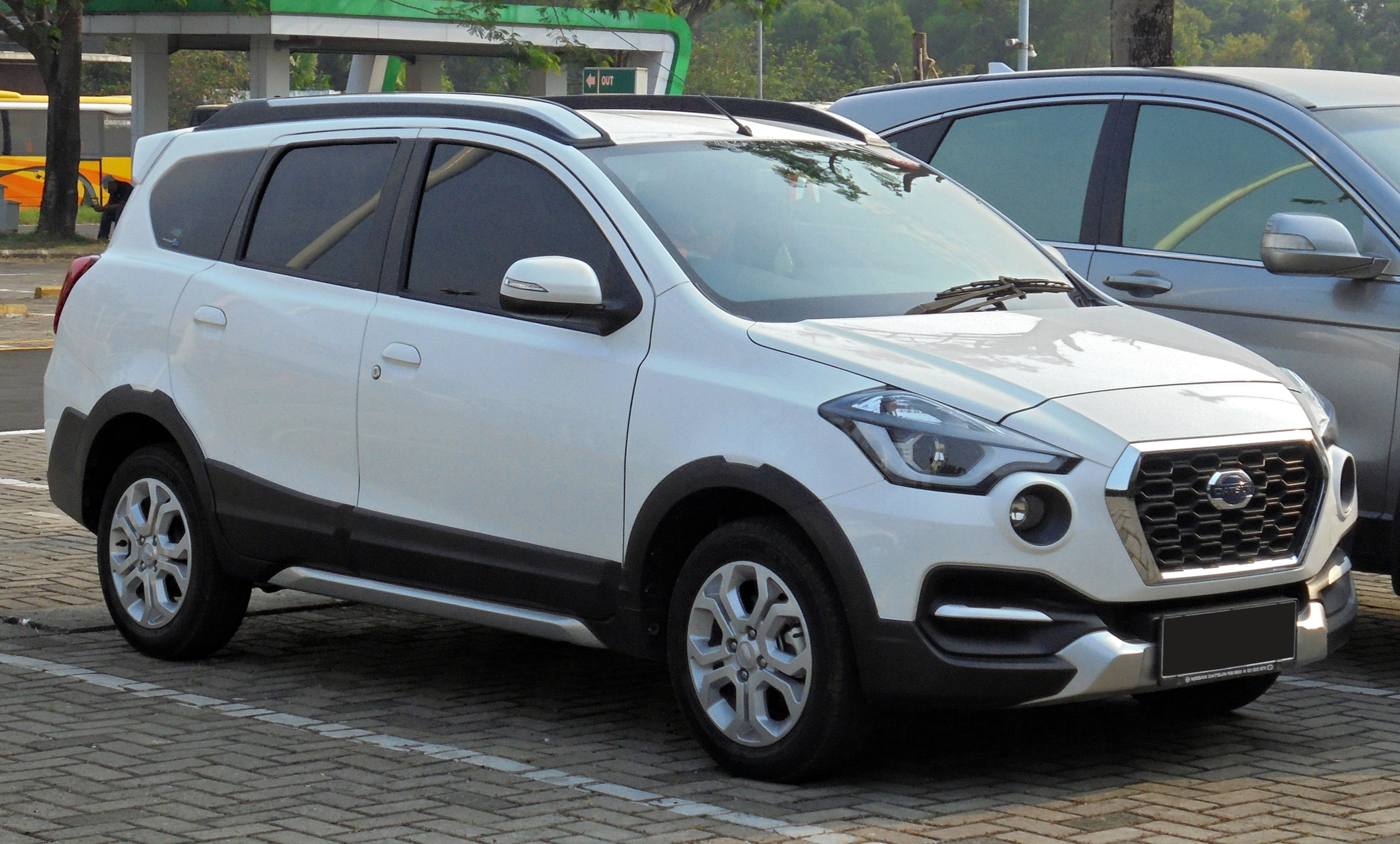
2018 Datsun Cross 1.2 CVT (Индонезия)
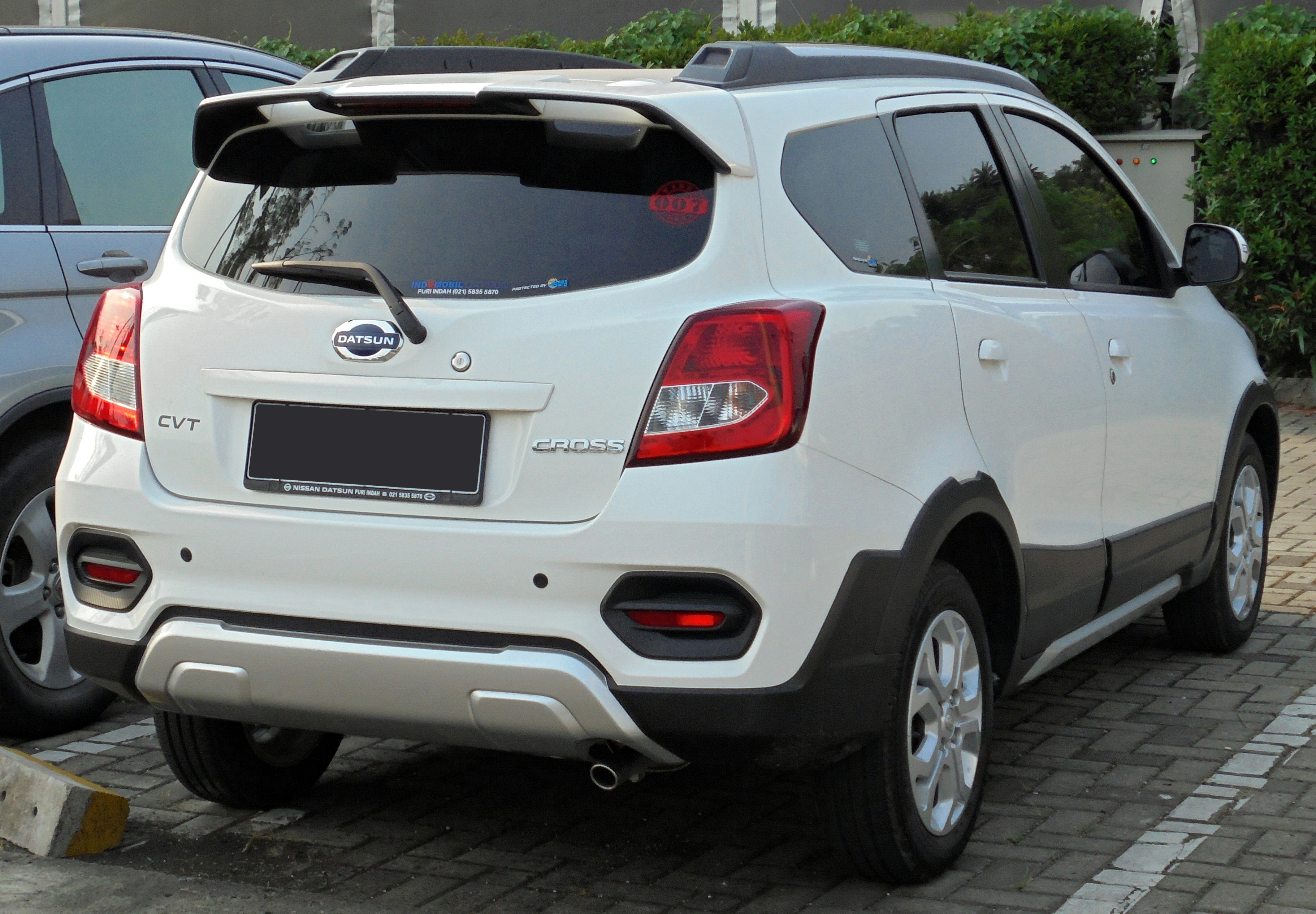
Вид сзади

## Продажи
С 2014 по май 2015 года в Индонезии было продано почти 30000 единиц как Go, так и Go+, из которых 70% — Go+.
| Год  | Индонезия | Индонезия | Индонезия |
| Год  | Go        | Go+       | Cross     |
| ---- | --------- | --------- | --------- |
| 2014 | 2,733     | 17,787    |           |
| 2015 | 9,462     | 19,896    |           |
| 2016 | 8,833     | 16,650    |           |
| 2017 | 4,303     | 6,181     |           |
| 2018 | 4,782     | 3,263     | 2,293     |
| 2019 | 3,013     | 1,612     | 1,862     |
| 2020 | 215       | 85        |           |